# Toma (série télévisée)
Pour les articles homonymes, voir Toma.
Toma est une série télévisée américaine en un téléfilm pilote de 90 minutes et 22 épisodes de 50 minutes créée par Edward Hume et Roy Huggins, produite par Stephen J. Cannell, et diffusée entre le 21 mars 1973 et le 10 mai 1974 sur le réseau ABC.
Au Québec, la série a été diffusée à partir du 2 septembre 1974 à la Télévision de Radio-Canada. Elle reste inédite dans les autres pays francophones.

## Synopsis
Cette série met en scène le quotidien d'un policier dans la ville de Newark. Elle est basée sur l'autobiographie de David Toma, un véritable policier.

## Distribution
- Tony Musante : Détective David Toma
- Simon Oakland : Inspecteur Spooner
- Susan Strasberg : Patty Loma

## Épisodes
1. Toma (Toma) (90 minutes)
2. Le Contrat Oberon (The Oberon Contract)
3. Embuscade sur la 7e Avenue (Ambush on 7th Avenue)
4. Crime sans victime (Crime Without Victim)
5. Surveillance (Stakeout)
6. La Connexion Cain (The Cain Connection)
7. Sur les toits (Blockhouse Breakdown)
8. Machination (Frame-Up)
9. Le Buste (The Bambara Bust)
10. Normal à 50 % (50 % of Normal)
11. Berceuse (Rock-A-Bye)
12. Temps et lieu inconnus - 1re partie (Time and Place Unknown : Part 1)
13. Temps et lieu inconnus - 2e partie (Time and Place Unknown : Part 2)
14. Les Obsèques de Max Berlin (A Funeral for Max Berlin)
15. Les Gros Bonnets (The Big Dealers)
16. Le Contrat sur Alex Cordeen (The Contract on Alex Cordeen)
17. Joey le chialeur (Joey The Weep)
18. Les Amis de Danny Beecher (Friends of Danny Beecher)
19. La Dame (The Madam)
20. Le Poids en chair fraîche (Pound of Flesh)
21. Accusation (Indictment)
22. La Rue (The Street)
23. L'Accusé (The Accused)